# Max Pauly (Optiker)
Max Pauly (* 15. November 1849 in Halle an der Saale; † 26. April 1917 in Jena) war ein deutscher Lebensmittelchemiker, Industrieller und Optiker.

## Jugend und Arbeit in der Zuckerproduktion
Pauly besuchte zunächst die Gewerbeschule in Halberstadt und studierte anschließend an den Universitäten in Berlin und Halle und an der technischen Hochschule in Berlin. Bereits 1878 übernahm er die Direktion der großen Zuckerfabrik Brottewitz bei Mühlberg a. d. Elbe, die heute zu Südzucker gehört. Neben vielen anderen Verbesserungen in der Zuckerproduktion erfand er den Paulykocher (1889). Durch diese Erfindung war das Verkochen von Säften unter Druck möglich, wodurch eine bessere Wärmeausnutzung beim Verdampfen von Flüssigkeiten erzielt wurde. Der Kohleverbrauch in der Zuckerindustrie ging dadurch um 30 % zurück.

## Linsen für die Astronomie
Pauly war bereits früh von den Sternen fasziniert und wollte sich selbst Linsen zur Beobachtung anfertigen. Er begann Anfang der 1880er Jahre mit kleineren Schleifversuchen und dem Studium der praktischen Optik. Auf einer Ausstellung in Görlitz sah er 1885 ein Spiegelteleskop eines Herrn v. Schlicht. Bei ihm lernte er in Potsdam die ersten praktischen Fertigkeiten der Flächenbearbeitung und arbeitete sich in die verschiedenen Methoden der Technik ein. Dabei war ihm die praktische Erfahrung aus seiner Schlosserlehre nützlich.
Er erfand eigene Methoden der Rohbearbeitung des Glases und zur Untersuchung des Materials und der Flächen. Oberstes Prinzip war für Pauly, soweit möglich die Form der Linsen streng ihrer Berechnung entsprechend auszuführen und nur die durch Inhomogenitäten im Glas bedingte empirische Korrektion vorzunehmen. Aluminiumtaster bisher ungekannter Genauigkeit und Prüfungsapparate aller Art wurden konstruiert. Die Radien ließ er sich meist von ihm bekannten jüngeren Optikern in Jena berechnen, nachdem er sich anfangs auch selbst an Berechnungen versucht hatte. Besonderes Gewicht legte er auf die Vermeidung von Zonen und erfand besondere Kunstgriffe, ihr Entstehen möglichst gleich zu erkennen und zu verhüten. Die extrafokalen Bilder seiner späteren Objektive zeigten eine bis dahin unerhörte Zonenfreiheit, die jeden Astronomen erstaunten. Ebenso erkannte Pauly bald eine große Fehlerquelle bei den meisten Optikern in der Verspannung der Linsen beim Auffuttern. Er vermied daher möglichst die Verkittung bei großen Linsen. War dies nicht möglich, kittete er mit größter Sorgfalt, um Spannungen in der Linse zu vermeiden. Später erfand er auch ein eigenes Verfahren, um die strenge Parabelform seiner Hohlspiegel zu erzielen.
Bis Anfang der 1890er Jahre verwendete er nur Maschinen mit Hand- und Fußbetrieb, von da ab Maschinen mit Motor im Keller seines Wohnhauses. Eine Poliermaschine für Flächen bis 600 mm entstand 1895.
In dieser Zeit entstanden verschiedene feinoptische Produkte: Teleskopspiegel, Prismen, Prismensätze, Fernrohrobjektive und Okulare aller Art. Einige davon wurden von Optikern montiert und weiterverkauft. Viele Linsen gingen aber oft zu geringen Preisen an Liebhaberastronomen: Sobald Pauly davon überzeugt war, dass der Betreffende sich ernstlich wissenschaftlich betätigte und mittellos war, war er sehr freigiebig. In dieser Periode entstanden: ein 6"-Objektivprisma für Ógyalla (1886), zwei 10"-Objektivprismen für Ógyalla und Héreny (1893) (mit einem davon fotografierte Eugen von Gothard seine Nebelspektren), ein 8"-Objektiv für den eigenen Gebrauch (1888), ein 6" Objektiv für Grinenko und ein weiteres für Philipp Fauth (1891).
In den Jahren 1891–94 führte Pauly Versuche mit Apochromaten aus den neuen Gläsern von Schott durch. Sie brachten zwar optischen vollen Erfolg, zeigten aber auch die Unbeständigkeit dieser ersten neuen Glassorten. Sie regten die Fortsetzung der erfolgreichen Schmelzversuche bei Schott an. Es entstand u. a. ein 7"-Apochromat für die Sternwarte Jena, ein 6"-Apochromat für die Berliner Urania, und ein 7"-Apochromat für Fauth, mit welchem dieser seine Parallelbeobachtungen mit Leo Brenner machte. Es folgten Versuche mit Gauß-Objektiven, die indirekt zu dem 25-cm-Achromat von Max Wolf führten.
Anfang der 1890er Jahre wurde für die eigene Sternwarte Paulys nach Entwürfen seines Freundes v. Konkoly ein 8-Zöller montiert und eine primitive Kuppel gebaut. Ein Passageninstrument von v. Gothard und eine Strassersche Pendeluhr vervollständigten die kleine Sternwarte Paulys, die hauptsächlich der Prüfung neuer Apparate diente, auf der er aber auch die Sonne und die Planeten beobachtete.
Durch die Beziehungen mit den Optikern in Jena und mit Dr. Schott kam Pauly mit Ernst Abbe in Berührung, der die Arbeit Paulys respektierte. Als Abbe beschloss, beim Zeiss-Werk die Herstellung astronomischer Instrumente aufzunehmen, versuchte er daher, auch Pauly für das Vorhaben zu gewinnen.

## Arbeit bei Zeiss in Jena
1897 folgte Pauly seinem Ruf nach Jena und rief als Teilhaber eine astronomische Abteilung am Zeiss-Werk ins Leben. Die Abteilung sicherte sich bald durch ihre Arbeiten großes Ansehen in der astronomischen Welt. Auch die im Wesentlichen von Pauly selbst konstruierten Aussichtsfernrohre oder militärischen Lichtsignalapparate erhöhten den Bekanntheitsgrad von Zeiss.
Aus dem neuen Institut gingen unter Pauly einige größere Instrumente hervor: der dreifache 150-, 120-, 120-mm-Refraktor für Simejis (1900–04), das 720-mm-Spiegelteleskop für die Landessternwarte Heidelberg-Königstuhl (1901–04), das 640-mm-Objektivprisma für die Kap-Sternwarte (1902), das Zenitteleskop für die Jenaer Sternwarte (1904–06), das 400-mm-Spiegelteleskop für Innsbruck (1903–05), ein 1000-mm-Spiegelteleskop für die Hamburger Sternwarte Bergedorf (1908–11), der 145-mm-UV-Petzval mit 15°- und 10°-Objektivprismen für das Yerkes-Observatorium in Chicago (1905, 1911), der dreifache 360-mm-Refraktor für die Observatoire cantonal de Neuchâtel (1908–10), das ?" Objektiv für die Berliner Sternwarte (1908–11), die 350 und 300-mm-Objektive für Zürich (1908–11), der 340 mm-Astrograph für Bergedorf (09-11), der 650-mm-Refraktor für Babelsberg und das 1914 begonnene, wegen des Krieges unvollendete 1200-mm-Spiegelteleskop für das gleiche Institut.
Wegen gesundheitlicher Probleme löste Pauly 1912 seine Beziehungen zum Zeiss-Werk. Die Härten des Ersten Weltkriegs verschlimmerten seine Krankheit und führten zu seinem Tod am 26. April 1917.